# Uruguay en los Juegos Olímpicos de México 1968
Uruguay estuvo representado en los Juegos Olímpicos de México 1968 por un total de 27 deportistas, 21 hombres y 6 mujeres, que compitieron en 8 deportes.
El equipo olímpico uruguayo no obtuvo ninguna medalla en estos Juegos.